# ХІАС
ХІАС (анг. Hebrew Immigrant Aid Society — Товариство допомоги єврейським іммігрантам) — американська благодійна організація, яка була створена на початку ХХ століття в результаті еміграції євреїв з царської Росії. Організація надає допомогу євреям та іншим групам людей, життя та свободи яких перебувають у небезпеці. З моменту свого створення ХІАС допомогло розселити майже 4,5 мільйона осіб. Офіси ХІАС, які розташовані в таких країнах світу, як США, Ізраїль, Україна, Російська Федерація, Австрія, Аргентина, Еквадор, Венесуела, Кенія, Панама, Чад надають юридичну допомогу та матеріальну підтримку іммігрантам. 

## Створення ХІАС
У 1891 році більшість висланих євреїв з Москви, Санкт-Петербургу та Києва приїжджали в Америку. На початку 1892 року острів Елліс (Нью-Йорк) був основним місцем, куди прибували євреї. Там їм надавались різноманітні послуги: переклад, медичний огляд, нужденним євреям надавали позичку в розмірі 25 доларів або ж довгострокові облігації. Суспільство на острові активно сприяло в полегшенні легального в'їзду, реєстрації і негайної допомоги новоприбулим.
Лоуренс Дж. Епстейн пише, що Товариство допомоги єврейським іммігрантам було засновано приблизно в 1904 р. В тому ж році на острові Елліс було відкрито перший офіс товариства. На той час, то був єдиний пункт, куди прибували іммігранти. У березні 1909 році Товариство допомоги єврейським іммігрантам об'єдналося з Єврейською асоціацією з допомоги в наданні притулку (заснована в 1884 р.). До 1914 року ХІАС відкриває філії в Балтиморі, Філадельфії, Бостоні і офіс у Вашингтоні.
З 1908 по 1913 рік приблизно 35 000 євреїв переїхали до США. В цей період їм була надана допомога в отриманні американського громадянства. Для цього потрібні були елементарні знання з англійської мови і добра обізнаність в американських установах. ХІАС організовувало курси для іммігрантів, які допомагали їм отримувати ці необхідні знання.

## Перша світова війна
Спалах Першої світової війни у 1914 році призвів до великого потоку біженців зі Східної Європи (приблизно 138 051 чоловік тільки за один рік). Проте, коли Атлантичний океан став зоною боїв, германські субмарини серйозно послабили рух іммігрантів через океан і їх кількість різко знизилась. Війна продовжувалась і осілим сім'ям в Америці все складніше було підтримувати контакт з родичами, які залишились у Європі. Для вирішення цієї проблеми, ХІАС відправляє свого спеціаліста до Європи для налагодження зв'язку. Він зміг дістати дозвіл на написання коротких повідомлень своїм родинам від вищого командування німецької Австро-Угорщини, які були розповсюдженні за допомогою ХІАС. Товариство також приймало і розповсюджувало повідомлення від населення не єврейського походження. До кінця війни ХІАС передало близько 300 000 повідомлень.  
Революція у Росії 1917 року створила нову хвилю біженців. ХІАС й надалі продовжувало приймати їх, не зважаючи на зростання анти-міграційних настроїв у США.  
Між 1909 і 1919 роками товариство зареєструвало близько 482 742 іммігранта.

## Міжвоєнний період
Після закінчення І Світової Війни серед населення Польщі, Угорщини, Румунії, та Росії спостерігаються акти антисемітизму. ХІАС та Джойнт (організація) розпочинають активну діяльність на території вищевказаних країн. Перші допомагають виїхати до США, Канади, Південної Америки, Австралії та Китаю, в той час, як другі забезпечують одягом, їжею, медичними препаратами постраждалих євреїв з колишніх зон бойових дій.
Створення у 1927 році ХІСЕМ відіграло важливу роль у врятуванні тисячі єврейських життів під час ІІ Світової Війни. ХІСЕМ було створено в результаті злиття філій 3-х міграційних асоціацій: 1. ХІАС, головний офіс якого розташований у Нью-Йорку; 2. Єврейське колонізаційне товариство, яке вело свою діяльність в Парижі, але було зареєстровано у Великій Британії, як британська благодійна організація; 3. Об'єднаний комітет з питань єврейської еміграції, який був розташований у Берліні. ХІСЕМ виступає як акронім перелічених вище організацій. Угодою між 3-ма організаціями було передбачено, що всі філії, які знаходяться за межами США об'єднаються у ХІСЕМ, в той час ХІАС, як і раніше продовжуватиме займатись міграцією до США у Нью-Йорку.  фя
В 1934 році Об'єднаний комітет з питань єврейської еміграції змушений був відмовитись від злиття, а Єврейське колонізаційне товариство було обмережене у використанні своїх коштів за межами Великої Британії. Таким чином ХІСЕМ в той час фінансує тільки ХІАС.

## Друга світова війна
До початку Другої світової війни (вересень 1939 року) ХІСЕМ мало свої офіси на території всієї Європи, Південної та Північної Америки та на Далекому Сході, співробітники яких підготовлювали біженців до міграції. 
Штаб-квартира ХІСЕМ знаходилась у Парижі. Після вторгнення і завоювання Франції в середині 1940 року, ХІСЕМ було змушене припинити свою діяльність в місті. 26 червня 1940 року, на другий день після французької капітуляції, головний французький офіс розпочав свою діяльність у Лісабоні. В цьому йому допоміг знаменитий португальський політик Антоніу де Олівейра Салазар. Треба відзначити, що всі рятувальні організації перенесли свої офіси до Лісабону, в тому числі і Джойнт.
У жовтні 1940 року офіси ХІАС відкриваються спочатку у Бордексі, а потім у Марселі, в так званій «вільній зоні» (Режим Віші). Товариство шукало євреїв, які відповідали вимогам Держдепартаменту США і які були готові покинути Францію. На той момент в країні налічувалось близько 300 000 євреїв. Але така кількість людей була набагато більшою за ту, яка була дозволена США.
Коли ж легальна еміграція євреїв з Франції закінчилась, ХІСЕМ почало підпільно працювати в місті Брив-ла-Гаярд. Офіс знаходився поверхом вище синагоги, на чолі якої стояв Давид Феєрвекер. Тут невелика група працівників ХІСЕМ налагоджувала зв'язок з локальним підземним Французьким рухом опору. Так вдалося нелегально відправити євреїв до Іспанії та Швейцарії. Пізніше приблизно 20 співробітників ХІСЕМ, які допомагали переслідуваним євреям втекти, було вбито в концентраційних таборах. 
В цей період французький офіс ХІСЕМ тісно співпрацює з лісабонським ХІСЕМ. Столиця Португалії виступала як нейтральний порт, з якого євреї відправлялись до Північної і Південної Америки. Євреї, які тікали з Нідерландівта Бельгії, їхали через Францію до Барселони, потім на поїзді до Мадриду і аж потім до Лісабону. Звідси їх перевозили на таких суднах як Serpa Pinto або на Mouzinho.
Товариство також допомагало тікати єврейським дітям. ХІСЕМ разом з OSE та Джойнт допомогли дістатися Америки так званій «одній тисячі дітей». У концтаборі Гюрс керівництво відпустило дітей за умови, що їх батьки зостануться у таборі. Пізніше батьків цих дітей було вбито. Насправді ж таких дітей було не 1000, а 1400.
Приблизно 40 000 євреїв вдалося втекти з Європи під часГолокосту за допомогою ХІСЕМ і Джойнт. ХІСЕМ було розпущено у 1945 році. З того моменту в Європі ХІАС працює під власним ім'ям.

## Післявоєнний період
Після закінчення Другої світової війни у ХІАС була купа роботи — на надання імміграційних послуг очікувало близько 300 000 євреїв з колишньої зони бойових дій. Майже кожна єврейська сім'я була розділена, батьки та їх діти були розкидані по всій Центральній та Східній Європі. Возз'єднання сімей стало головним завданням для організації. Отримати документи, необхідні під час еміграції, було практично неможливо. Євреї тікали з концтаборів, переховувались в лісах і селах під вигаданими іменами. Практично всі документи були фальшиві або їх не було взагалі. Роботу, яку провадило ХІАС наприкінці 1945 року, була наймасштабнішою за всю історію існування організації. З кожним днем потоки біженців збільшувались, євреї з Польщі та Румунії звертались до ХІАС. 
Офіси ХІАС функціонували у Франкфурті, Мюнхені, Штутгарті, Берліні, Бремені, Ганновері,Регенсбурзі, Баден-Бадені, Відніта ін. Крім Німеччини товариство працювало в Італії, Франції, Польщі, Угорщині, Чехословачинні, Румунії і Болгарії. Організація також існувала у Шанхаї до 1950 року.
З 1945 року по 1951 рік ХІАС допомогло виїхати близько 167 450 чоловік в такі країни як США, Велика Британія, Латинська Америка, Ізраїль, Австралія та інші.

## Евакуація євреїв з мусульманських країн; Угорщини; Куби; Чехословаччини та Польщі
В 1956 товариство допомагало виїхати євреям з Угорщини після радянського вторгнення. Також ХІАС евакуйовувало євреїв з Єгипту під час Суецької кризи. Під час революції в Кубі, організація допомагала біженцям дістатись Маямі.
Протягом 1960-х років, ХІАС рятувало євреїв з Алжиру, Тунісута Лівії. Також організація домовилась з Хасаном ІІпро евакуацію їх з Марокко до Франції або Ізраїлю. 
У 1965 році ХІАС відіграло важливу роль у формуванні міграційного законодавства у США. А в 1968 році товариство прийшло на допомогу чехословацьким і польським євреям (польська політична криза 1968 року).
У 1975 році після падіння Сайгуна, ХІАС починає працювати з біженцями з Південно-Східної Азії. У 1977 році товариство допомагало евакуйовувати євреїв з Ефіопії. Також організація співпрацюючи з Ізраїлем рятувала євреїв з Ліванута Сирії.

## Радянські євреї
З середини 60-х років ХХ століття, ХІАС починає працювати з євреями, які проживали на території СРСР. Діяльність організації базувалась на таких принципах: 1. Ізраїль — це батьківщина єврейського народу; 2. Іммігранти мають право жити разом зі своїми сім'ями в країнах, які вони оберуть самостійно.
У грудні 1966 року прем'єр Олексій Косигін, перебуваючи у Парижі, висловився так: «Якщо тут знаходяться родини, які були розділені під час війни і якщо вони хочуть зустрітись з позосталими членами родини, які знаходяться в СРСР, то ми зробимо все для того, щоб допомогти їм в цьому». Але дії радянської влади були протилежними від слів прем'єра. Навпаки, було зроблено все аби запобігти еміграції євреїв з СРСР. Було впроваджено анти-міграційні кампанії, які включали в себе переслідування, економічний тиск і все більший бюрократизм в процесі отримання візи. Такі методи відлякували багатьох потенційних заявників і євреї боялись розпочинати міграційний процес.
Загальна кількість від'їздів з СРСР залежала від американсько-радянських відносин. Також не останню роль відігравав і економічний прагматизм. В надії отримати економічну вигоду від США, радянський уряд спорадично дозволив емігрувати євреям, що суперечило власному законодавству. Так, незважаючи на «дипломний податок», який був введений у 1972 році і був обов'язковий до сплати для євреїв, які отримали вищу освіту в СРСР, уряд США дозволив 2-м групам, по 900 осіб кожна, не платити його. В 1973 році «дипломний податок» було скасовано під тиском міжнародних громадських організацій. В цьому ж році була введена поправка Джексона-Вейніка, яка обмежувала фінансові і торговельні відносини між США і СРСР. Така поправка була наслідком протиправного обмеження права на вільну еміграцію своїх громадян Радянським Союзом.
У грудні 1966 ХІАС організувало кампанію, яка мала на меті запропонувати американським євреям запросити своїх радянських родичів до США. Спочатку влада СРСР надала обмежену кількість віз до США, потім надавались виїзні візи тільки до Ізраїлю. 
Що ж стосується самого еміграційного процесу, то в ті роки Відень був першою зупинкою для емігрантів з СРСР. Там їх зустрічали представники з Єврейського агентства і представники ХІАС. Особи, які їхала до Ізраїлю — обслуговувались Єврейською агенцією. Ті, хто їхали до США або іншої країни — ХІАС. Групи осіб, які їхали до США, направлялись до Риму, де їх приймала Служба з питань імміграції та натуралізації США.
Перебування російських євреїв у Римі інколи досягало шести місяців. У 1972 році цей час було зменшено до шести тижнів. Це дало можливість швидше прибувати до США.   
З метою зменшення фінансового навантаження на російських біженців, товариство розпочало переговори з Держдепартаментом США. В результаті таких переговорів було прийнято рішення про видачу кожному російському біженцю гранту в розмірі 300 доларів. 
Наприкінці 1980-х років політичний облік СРСР змінився і подальша історія єврейських життів теж. Тепер вони мали право вільно збиратись для богослужіння і вільно залишати країну. Це призвело до того, що влітку 1989 року в Римі перебувала неймовірно велика кількість євреїв з СРСР. Більшості з них було відмовлено у наданні статусу біженця. 
В цей час, у Вашингтоні, колишній генеральний прокурор Дік Торнбург, оголосив нову політику одностороннього перегляду всіх судових справ, в яких було відмовлено у наданні статусу біженця. Після такого перегляду, відсоток відмов у наданні такого статусу зменшився до 95 відсотків. Тепер, наприклад, з 40 кандидатів відмовляли тільки 2-м.
Велике значення має внесення поправки в листопаді 1989 року президентом Джорджем Бушем, яка дозволяла особам, які переслідуються за ознаками раси, шкіри, віросповідання, політичних переконань і т. д., отримати статус біженця. Це значно полегшило процес міграції для євреїв з СРСР,Індокитаю та Ірану.
У 1994 році ХІАС відкрило офіс у Москві, а в 2003 році в Києві.
В цілому, протягом 40 років єврейської радянської еміграції, ХІАС допомогло більше ніж 400 000 євреям переїхати до США.

## ХІАС на сьогоднішній день
ХІАС і надалі продовжує надавати допомогу і притулок переслідуваним євреям зі всього світу.        